# Franco Antoci
Giovanni Francesco Antoci, detto Franco (Ragusa, 28 gennaio 1947), è un politico italiano, ultimo presidente della Provincia di Ragusa dal 2001 al 2012.
Laureato in ingegneria, sposato e con due figli, è stato insegnante di topografia presso l'Istituto per Geometri di Ragusa, membro del Consiglio dell'Ordine degli ingegneri, presidente diocesano dell'Azione Cattolica dal 1973 al 1980. È stato eletto consigliere comunale di Ragusa nel 1980. È stato sindaco di Ragusa dal 1985 al 1991 e successivamente, come esponente della Democrazia Cristiana, deputato alla Camera.

## Elezioni amministrative del 2001
È stato eletto Presidente della Provincia nel turno elettorale del 2001 (elezioni del 25 novembre), raccogliendo il 58,3% dei voti in rappresentanza di una coalizione di centrodestra.
È stato sostenuto, in Consiglio Provinciale, da una maggioranza costituita da:
- Forza Italia
- UDC
- Alleanza Nazionale
- Nuova Sicilia-PRI

## Elezioni amministrative 2007
Alle elezioni amministrative del 13 e 14 maggio 2007, Giovanni Francesco Antoci è stato rieletto Presidente della Provincia Regionale di Ragusa con la maggioranza dei voti e con una percentuale del 65,40%. La coalizione che sostiene il presidente Antoci nel suo secondo mandato è composta da UDC (23%), Forza Italia (18,9%), Alleanza Nazionale (14,4%), MPA (6,8%), Alleanza Siciliana (1,5%), PRI (0,8%), Nuovo PSI-Alleanza Popolare (0,6%).
Nel sondaggio sulla Governance Poll 2011 del Sole 24 Ore risulta il Presidente di Provincia con il più alto gradimento in Italia (con il 67% dei consensi).

## Elezioni amministrative 2013
Alle elezioni amministrative del 2013 si ricandida come Sindaco di Ragusa, sostenuto da due liste civiche e dal Popolo della Libertà; ottiene il 15.05% dei voti, classificandosi come terzo candidato maggiormente votato, il che non gli consente di accedere al ballottaggio.